# Luigino Vallongo
Luigino Vallongo (Terralba, 1º novembre 1943) è un allenatore di calcio ed ex calciatore italiano, di ruolo attaccante.

## Carriera
L'8 luglio 1971 passò dall'Atalanta al Como in compartecipazione. Nel 1972-1973 giocò nel Palermo, giocando 8 partite e segnando due gol contro L.R. Vicenza (1-1) e Inter (nella sconfitta per 3-1).
Dopo alcune esperienze come allenatore in Serie C, diviene l'allenatore in seconda di Nedo Sonetti, con il quale giocò insieme ai tempi dello Spezia e della Reggina.

## Palmarès

### Giocatore

#### Competizioni nazionali
- Serie D: 1

Spezia: 1965-1966

### Allenatore

#### Competizioni nazionali
- Campionato Interregionale: 1

Juventus Domo: 1987-1988
- Coppa Italia Dilettanti: 1

Savona: 1990-1991